# (22762) 1998 YM12
(22762) 1998 YM12 est un astéroïde de la ceinture principale d'astéroïdes découvert en 1998.

## Description
(22762) 1998 YM12 a été découvert le 27 décembre 1998 à l'observatoire Gekko, situé à Shizuoka (Japon), par Tetsuo Kagawa.

### Caractéristiques orbitales
L'orbite de cet astéroïde est caractérisée par un demi-grand axe de 2,95 UA, un périhélie de 2,60 UA, une excentricité de 0,12 et une inclinaison de 2,79° par rapport à l'écliptique. Du fait de ces caractéristiques, à savoir un demi-grand axe compris entre 2 et 3,2 UA et un périhélie supérieur à 1,666 UA, il est classé, selon la JPL Small-Body Database, comme objet de la ceinture principale d'astéroïdes.

### Caractéristiques physiques
(22762) 1998 YM12 a une magnitude absolue (H) de 14,2 et un albédo estimé à 0,197.